# Joseph Schalk
Joseph Schalk (* 24. März 1857 in Wien; † 7. November 1900 ebenda) war ein österreichischer Pianist.

## Leben
Gemeinsam mit seinem Bruder Franz Schalk war er Schüler von Anton Bruckner. Außerdem verband ihn eine Freundschaft mit dem Komponisten Hugo Wolf. Er lehrte als Professor am Konservatorium der Gesellschaft der Musikfreunde in Wien. 
Joseph Schalk ist heute noch ein Begriff als Klavierbearbeiter der Symphonien seines Lehrers Bruckner. Er konnte dadurch einen größeren Bekanntheitsgrad für diese Werke erzielen, allerdings nahm er nicht selten starke, oft entstellende, Veränderungen an ihnen vor. Auch war Joseph Schalk maßgeblich an den (ebenfalls die Werkstruktur der Kompositionen zerstörenden) Orchesterbearbeitungen der Bruckner-Symphonien durch seinen Bruder oder Ferdinand Löwe beteiligt.
In seinem Testament setzte Bruckner Schalk als Nachlassverwalter für seine Partituren ein. Vermutlich ist es sein Verschulden, dass viele Skizzen zum unvollendeten Finale der 9. Symphonie verloren gingen.